# باشگاه فوتبال راهیان کرمانشاه
باشگاه فوتبال راهیان کرمانشاه که سابقاً با نام شیرین فراز کرمانشاه فعالیت می‌کرد یکی از باشگاه‌های فوتبال ایران است. این باشگاه در سال ۱۳۹۴ منحل شد، اما با خرید امتیاز آن توسط باشگاه فوتبال استقلال جنوب تهران به فعالیت خود ادامه داد.

## خرید امتیاز و صعود از لیگ دسته دو
این تیم به همت محمد درخشان (قائم مقام باشگاه شیرین فراز) و با خرید امتیاز تیم عقاب از همایون ایمن‌پور تأسیس شد. در همان سال اول تأسیس درخشان با سپردن هدایت تیم به فراز کمالوند و برگزاری اردوی آماده‌سازی در ترکیه مقدمات صعود به لیگ برتر را مهیا نمود اما به دلیل اختلاف با فرمان کریمی مدیر عامل باشگاه از سمت خود استعفا داد و پس از صعود این تیم به دلیل نداشتن مدیریت فوتبالی با مشکل مواجه شد، ابتدا اصغر شرفی به عنوان مدیر فنی کار خود را با این تیم آغاز کرد ولی او طی مدت فصل نقل و انتقالات نتوانست سرمربی تیم را معرفی کند. در یک هفته مانده به شروع لیگ میودراگ یسیچ به عنوان سرمربی تیم انتخاب شد و ستار همدانی دستیار او شد.

## صعود از لیگ دسته یک
این تیم در دوره ۱۳۸۶–۱۳۸۵ لیگ دسته اول فوتبال ایران به رقابت با دیگر تیم‌ها می‌پرداخت و در گروه خود پس از تیم پگاه گیلان دوم شد این تیم در آن دوره از بازی‌ها در تمام بازی‌های خانگی خود را در کرمانشاه پیروز شد و فقط در مقابل هما با تساوی بدون گل متوقف شد و به مرحله پلی‌آف این رقابت‌ها رسید و برای صعود به لیگ برتر فوتبال ایران با تراکتورسازی تبریز تیم اول دیگر گروه بازی کرد و با غلبه بر این تیم تبریزی، به لیگ برتر فوتبال ایران راه یافت.

## حضور در لیگ برتر
در طول یازده هفته اول لیگ ۱۳۸۶–۱۳۸۷ تیم شیرین‌فراز توانست بازی‌های نسبتاً قابل قبولی ارائه دهد و در میانه جدول قرار بگیرد و حتی توانست پرسپولیس تهران قهرمان همان فصل را در کرمانشاه متوقف کند . اما مشکلات تیم از هفته دوازدهم و با حضور نیافتن یسیچ بر روی نیمکت که دلایل آن هنوز نامشخص است، شروع شد، به گونه‌ای که شیرین‌فراز در ۶ بازی باقیمانده خود تا پایان نیم‌فصل فقط یک گل به ثمر رساند.

## تغییر نام
سال ۱۳۹۱ مدیریت تیم نام این تیم را به راهیان کرمانشاه تغییر داد.

## سقوط به دسته دوم و رای دادگاه مبنی بر بازگشت به لیگ یک
تیم راهیان کرمانشاه در سال ۹۴ به لیگ دسته دوم سقوط کرد. اما در سال ۹۸ دادگاه کرمانشاه و دادگاه تجدید نظر اعلام کردند که سقوط تیم در فصل ۹۴-۹۳ لیگ یک غیر قانونی بوده است و رای به بازگشت تیم به لیگ یک دادند.

## انحلال باشگاه
این تیم در سال ۹۴ منحل شده و باشگاه فوتبال استقلال جنوب تهران امتیاز آن را خریداری کرد.
در ۱۹ اردیبهشت ۱۴۰۳ رئیس هیات فوتبال استان کرمانشاه اعلام کرد که مجوز بازگشت تیم فوتبال راهیان به لیگ دسته اول فوتبال ایران صادر شده‌‌است.
در دی ۱۴۰۳ رئیس فدراسیون فوتبال اعلام کرد تیم راهیان در صورت بازگرداندن پولی که به موجب حکم دادگاه از حساب سازمان لیگ برداشت شده می‌تواند به رقابت‌های لیگ دسته اول فوتبال بازگردد.

## سرمربیان
| Name            | Period    |
| --------------- | --------- |
| فراز کمالوند    | ۲۰۰۶-۰۷   |
| میودراگ یشیچ    | ۲۰۰۷      |
| محمود فکری      | ۲۰۰۷      |
| مارکو اکتاویو   | ۲۰۰۷-     |
| شهرام مهرپیما   | ۲۰۰۸-     |
| یعقوب وطنی      | ۲۰۰۸-۰۹   |
| محمود فکری      | ۲۰۰۹-۱۰   |
| ادموند یونان‌پور | ۲۰۱۰      |
| مجید آغاجری     | ۲۰۱۰-۲۰۱۱ |
| هادی برگی‌زر     | ۲۰۱۱      |
| محمدرضا مهاجری  | ۲۰۱۱      |
| مجید آغاجری     | ۲۰۱۱      |
| امید طیری       | ۲۰۱۲      |
| جواد زرینچه     | ۲۰۱۲-۲۰۱۳ |
| ادموند یونان‌پور | ۲۰۱۳-۲۰۱۴ |